# 劉艷坡
劉艷坡（1971年3月—1989年6月4日），河北省藁城县人，武警北京总队1支队第1大队第1中队士兵，列兵警衔。他在六四事件中被杀。

## 生平
1971年3月，刘艳坡出生在河北省藁城县南营乡南营村，父母在家务农。
1978年，刘艳坡入小学上学，年年被评为“三好学生”。1984年，刘艳坡考入了南营镇中学，加入中国共青团。
1989年3月，刘艳坡加入武警部队，在新兵训练中，两次被评为作风纪律标兵，受到中队嘉奖一次。戈尔巴乔夫访华期间，刘艳坡所在新兵中队担负钓鱼台国宾馆附近的安全保卫任务。在北京戒严后，为加强中央电视台的警卫，刘艳坡随队来到电台执勤。

### 六四事件

#### 中華人民共和國政府官方說法
1989年6月3日晚9时30分，刘艳坡所在的部队和其它部队一起开赴西单路口设置关卡，便于戒严部队通过此处。晚10时，刘所在的中队在月坛体育场集中，开始向西单路口开进。23时15分，部队到达西单路口后，遭到砖头、酒瓶等攻击和辱骂，部队向西撤退。为了守住路口，刘和同行士兵进行了反击。6月4日凌晨1时许，戒严部队在武警的掩护下开过西单路口，刘所在武警中队撤退，在经过佟麟阁路口时，被躲在路北平房上的一人用砖头击中左颈处，当场昏倒。同行士兵将其转移至民族文化宫后，用救护车把他和其他伤员送往人民医院抢救，救护车在人民医院门口遭到袭击，一名40岁左右的男子将一块水泥方砖拍到刘艳波胸部，使其当场死亡。

## 纪念
刘艳坡被追认为中国共产党正式党员。1989年7月18日，国务院、中央军委授予刘艳坡“共和国卫士”荣誉称号。
刘艳坡家乡政府部门将南营小学更名为艳坡小学。